# Gregory Pokie
Gregory Pokie (Sipaliwini, 29 juli 1987) is een Surinaams voetballer die speelt als verdediger.

## Carrière
Pokie begon zijn carrière bij FCS Nacional waar hij een seizoen speelde. Hij trok het jaar erop naar Inter Moengotapoe waar hij acht seizoenen speelde. In die tijd veroverde hij zeven landstitels en twee bekers. In 2015 werd hij gekozen tot Surinaams voetballer van het jaar. In 2017 vertrok hij en ging spelen voor SV Botopasi na een seizoen bij hen stapte hij over naar SV Walking Boyz. In 2019 speelde hij kort voor SV Happy Boys voordat hij ging spelen voor SV Broki.
Hij speelde van 2009 tot 2016 voor Suriname waarvoor hij 23 interlands speelde en eenmaal scoorde.

## Erelijst
- Surinaams voetballer van het jaar: 2015
- SVB-Eerste Divisie: 2009/10, 2010/11, 2012/13, 2013/14, 2014/15, 2015/16, 2016/17
- Surinaamse voetbalbeker: 2011/12, 2016/17
- Suriname President's Cup: 2010, 2011, 2012, 2013